# International Committee on Taxonomy of Viruses
Das International Committee on Taxonomy of Viruses (ICTV, Internationales Komitee für die Taxonomie von Viren) ist seit 1971 ein Gremium von derzeit etwa 500 Virologen innerhalb der International Union of Microbiological Societies. Es arbeitet an der Vereinheitlichung und Organisation von taxonomischen Bezeichnungen der Viren, Viroide, Virusoide, Prionen und Retrotransposons. Vorläufer des ICTV war das International Committee on Nomenclature of Viruses (ICNV), welches anlässlich des 9. Internationalen Kongresses für Mikrobiologie in Moskau 1966 aus dem seit 1963 existierenden provisorischen Committee for the Nomenclature of Viruses der International Association of Microbiological Societies (IAMS) hervorging.

## Tätigkeit
Die Arbeit dieses unabhängigen Gremiums ist dann gefordert, wenn ein neues Virus entdeckt wird und ihm ein international gültiger Name zugeordnet wird. Darüber hinaus ist das ICTV mit der systematischen Umbenennung von Virusgruppen und ihrer Einteilung in Gattungen, Familien und Ordnungen befasst. Die Berichte und Festlegungen des ICTV sind verbindlich für die wissenschaftliche Benennung und bilden so die offizielle Virus-Taxonomie.
Die ICTV-Taxonomie umfasst augenblicklich drei Ordnungen, 73 Familien, 9 Unterfamilien, 287 Gattungen und mehr als 5450 Viren in mehr als 1950 Spezies.
Die Arbeit des ICTV ist nicht ohne Kritiker, so scheitern regelmäßig Versuche des ICTV, bisher auch weiterhin in Publikationen gebräuchliche Namen (zumeist nach Entdeckern oder Orten benannt) gegen systematische Bezeichnungen auszutauschen, z. B. Humanes Herpesvirus 4 (Epstein-Barr-Virus) oder HHV 3 (Varizella-Zoster-Virus).
Ein jüngstes Beispiel eines Namensgebungskonfliktes war das SARS-Virus, das nahezu gleichzeitig in Asien, Amerika und Europa von Patienten mit der gleichnamigen Krankheit im Jahr 2003 isoliert wurde. Es kursierten anfänglich je nach Entdecker unterschiedliche Namen. Der vom ICTV vergebene Name „SARS-CoV“ beinhaltet zum einen die Krankheit (SARS), die Virusfamilie (Co) Coronaviridae und  „V“ für Virus.
Im Jahr 1986 war die einheitliche Namensgebung für ein besonderes Virus von großer Bedeutung: Anstelle der synonymen Begriffe LAV, HTLV-III, ARV und einer ganzen Reihe individueller Bezeichnungen beschloss das ICTV das Taxon HIV für Human Immunodeficiency Virus (Menschliches Immun-Schwäche-Virus).

## Ziele des ICTV
Die offiziellen Zielsetzungen des ICTV sind (nach dem gültigen 8th Report of the ICTV 2004):
- Entwicklung einer international anerkannten Taxonomie
- Entwicklung allgemein anerkannter Namen für Taxa von Viren und subviralen Erregern
- Publikation taxonomischer Entscheidungen
- Erarbeitung von Spezieslisten und einer taxonomischen Internet-Datenbank (ICTVdB)

## Taxonomische Regeln
Die virologische Nomenklatur soll grundsätzlich eine gewisse nachvollziehbare Stabilität besitzen, dabei Verwechslungsgefahren und Zweideutigkeiten von Taxa vorbeugen und unnötige Namensschöpfungen vermeiden. Die Taxonomie soll gleichzeitig phylogenetische Verwandtschaftsverhältnisse möglichst korrekt darstellen. Die ersten grundlegenden Regeln (insbesondere die Abkehr von der bakteriologischen Systematik), nach welchen alle Viren erfasst werden sollen, wurden 1975 erarbeitet. Zuvor gab es unterschiedliche taxonomische Systeme für Bakteriophagen, Pflanzenviren und animale Viren.
Für die internationale Bezeichnung einer Spezies gilt die englische Bezeichnung. Eigennamen und Nummerierungen in Verbindung mit einzelnen Buchstaben sind zu vermeiden. Gattungen besitzen die Endung -virus, Unterfamilien -virinae, Familien -viridae und Ordnungen -virales. Taxa sind stets kursiv (mit Ausnahme von Ordnungen) und mit der korrekten Endung zu schreiben.
Auf die Einteilung subviraler Erreger sollen prinzipiell auch die Regeln für Viren angewendet werden. Die Speziesbezeichnung für Viroide soll auf -viroid enden, deren Gattungen -viroid, Unterfamilien -viroinae und Familien -viroidae. Retrotransposons werden bezüglich der Taxonomie als Viren angesehen; für Satelliten und Prionen wird noch eine relativ freie Taxonomie zugelassen, bis weitere Entdeckungen eine eindeutige Taxonomie zulassen.

## Taxonomie und Phylogenie
Aufgrund der Vielgestaltigkeit von Viren und der Kontroversen über ihre Evolution stellt die Taxonomie keine stammesgeschichtlichen Linien dar. Die Auffassung, dass Viren ganz unterschiedlichen Systemen von Nukleinsäuren und Proteinen, von eukaryotischen und prokaryotischen Zellen entstammen, lässt auch eine klare Einordnung in evolutionsbiologisch klare Verwandtschaftsverhältnisse nur sehr eingeschränkt zu. Die Virus-Taxonomie ist daher nicht monophyletisch. Dies ist einer der Gründe, warum die Taxonomie in der Regel bereits auf der Ebene der Familie, selten der Ordnung abbricht.
Selbst taxonomisch so wichtige Kriterien wie das Genom oder das Vorhandensein einer Hülle sind keine Kriterien, um Verwandtschaftsverhältnisse anzunehmen oder auszuschließen. So kann der Erwerb oder erneute Verlust einer Hülle bei einem Wechsel des Wirtes stammesgeschichtlich möglich sein, wie auch die Verpackung unterschiedlicher Nukleinsäuren während der Replikation zum Entstehen von RNA-Viren aus DNA-Viren und umgekehrt geführt haben (Beispiel: Vertreter der Familie Hepadnaviridae, bei denen eine Verpackung des DNA-Stadiums eines ursprünglichen RNA-Virus angenommen werden kann).

## Trivia
Am 8. Mai 2015 veröffentlichte die Weltgesundheitsorganisation (WHO) eine Stellungnahme, in der Richtlinien zur Benennung von neu entdeckten Infektionskrankheiten und deren Erregern formuliert wurden. Nach WHO-Angaben hätten manche Namensgebungen in der Vergangenheit zu unintendierten negativen Folgen geführt, indem sie beispielsweise ungerechtfertigte Verkehrs- und Reisebehinderungen, Einschränkung des Handels oder ungerechtfertigte Keulung von Nutztieren provoziert hätten. Angehörige bestimmter ethnischer oder religiöser Gruppen hätten dadurch Nachteile erlitten. Als Beispiele wurden das Middle East Respiratory Syndrome (MERS) und die „Schweinegrippe“ genannt. Die Benennung neuer Krankheiten und Infektionserreger müsse daher mit großer Sorgfalt erfolgen, da einmal in die Welt gesetzte Trivialnamen nur schwer wieder aus dem öffentlichen Gebrauch zu entfernen seien. Virusnamen sollten, sofern sie von den von ihnen verursachten Erkrankungen abgeleitet werden, deskriptiv sein und die Krankheit in generischen Ausdrücken beschreiben (z. B. respiratorische, neurologische, Diarrhö-Erkrankung …), verbunden mit geeigneten Attributen (schwer, progressiv, juvenil, winterlich, …). Dagegen sollten Ausdrücke unterbleiben (alle folgenden Beispiele aus der WHO-Erklärung), die sich auf geografische Gegebenheiten beziehen (z. B. Middle East respiratory syndrome, Spanische Grippe, Rifttalfieber), ebenso wie Ausdrücke mit Personennamen (z. B. Creutzfeldt-Jakob-Krankheit, Chagas-Krankheit), mit Namen von Tierspezies oder Nahrungsmitteln (z. B. Schweinegrippe, Vogelgrippe, Affenpocken) oder mit kulturellen, ethnischen, bevölkerungs- oder berufsbezogenen Bezeichnungen (z. B. Legionärskrankheit). Auch Ausdrücke, die unangemessen Ängste auslösen könnten („unbekannt“, „tödlich“, „epidemisch“), seien zu vermeiden.